# Pauline Moran
Pauline Moran (* 26. August 1947 in Blackpool) ist eine britische Schauspielerin, die vor allem als Miss Felicity Lemon in der britischen TV-Serie Agatha Christie’s Poirot bekannt wurde.
Sie studierte unter anderem am National Youth Theatre und an der Royal Academy of Dramatic Art. Obwohl sie in erster Linie als Bühnenschauspielerin aufgetreten ist, erschien sie auch in Fernsehfilmen und -serien, darunter in The Woman in Black (1989), einer Verfilmung des Romans von Susan Hill.
Von 1965 bis etwa 1970 spielte Pauline Moran elektrische Bassgitarre in der gänzlich aus weiblichen Mitgliedern bestehenden Pop-Musikgruppe The She Trinity, die in Frankreich unter dem Namen British Maid auftrat. Seit 1987 ist sie auch als Astrologin tätig.

## Filmografie (Auswahl)
- 1976: The ITV Play (Fernsehserie, eine Folge)
- 1977: Nicholas Nickleby (Miniserie, 2 Folgen)
- 1981: Die traurigste Geschichte (The Good Soldier, Fernsehfilm)
- 1981: Auf verbotenen Wegen (The Trespasser, Fernsehfilm)
- 1984: The Prisoner of Zenda (Miniserie, 6 Folgen)
- 1988: The Storyteller (Fernsehserie, Folge 1x04)
- 1989: Frau in Schwarz (The Woman in Black, Fernsehfilm)
- 1989–2013: Agatha Christie’s Poirot (Fernsehserie, 32 Folgen)
- 1995: Bugs – Die Spezialisten (Bugs, Fernsehserie, Folge 1x04 Tiefseehacker)
- 2003: Byron (Fernsehfilm)
- 2014: Die Gärtnerin von Versailles (A Little Chaos)